# Pitheciidae
Famille
Les Pithéciidés (Pitheciidae) (du grec ancien πίθηκος (píthēkos) signifiant « singe ») sont une famille de primates sud-américains. Ils font partie des singes du Nouveau Monde (Platyrrhini). Cette famille contient les titis, sakis et ouakaris.
La classification des espèces au sein de cette famille est en cours de remaniement à la lumière de la phylogénie, ainsi, en 2016-2017, les Callicebinae actuels ont été répartis en trois genres au lieu du seul genre Callicebus (Cheracebus, Callicebus et Plecturocebus
,).

## Liste des sous-familles
Selon BioLib (9 octobre 2018), ITIS (9 octobre 2018) et Mammal Species of the World (version 3, 2005)  (9 octobre 2018) :
- Sous-famille Callicebinae Pocock, 1925
- Sous-famille Pitheciinae Mivart, 1865

## Liste des sous-familles, tribus, genres et sous-genres
Selon BioLib (9 octobre 2018) :
- sous-famille Callicebinae Pocock, 1925
  - genre Callicebus Thomas, 1903
  - genre Carlocebus Fleagle, 1990 †
  - genre Cheracebus Byrne, Rylands, Carneiro, Lynch, Bertuol, da Silva, Messias, Groves, Mittermeier, Farias, Hrbek, Schneider, Sampaio, Boubli, 2016
  - genre Homunculus Ameghino, 1891 †
  - genre Plecturocebus Byrne, Rylands, Carneiro, Lynch, Bertuol, da Silva, Messias, Groves, Mittermeier, Farias, Hrbek, Schneider, Sampaio, Boubli, 2016
- sous-famille Pitheciinae
  - genre Cacajao Lesson, 1840
  - genre Cebupithecia Stirton & Savage, 1951 †
  - genre Chiropotes Lesson, 1840
  - genre Nuciruptor Meldrum & Kay, 1997 †
  - genre Pithecia Desmarest, 1804
  - genre Proteropithecia Kay & al., 1999 †
  - genre Soriacebus Fleagle & al., 1987 †

Selon Mammal Species of the World (version 3, 2005)  (9 octobre 2018) :
- sous-famille Callicebinae
  - genre Callicebus
    - sous-genre Callicebus (Callicebus)
    - sous-genre Callicebus (Torquatus)
- sous-famille Pitheciinae
  - genre Cacajao
  - genre Chiropotes
  - genre Pithecia

Selon Paleobiology Database (9 octobre 2018) :
- genre Cacajao
- genre Callicebus
- genre Chiropotes
- genre Mohanamico
- genre Paralouatta
- genre Pithecia
- tribu Pitheciini